# Чураручей
Чураручей — ручей в России, протекает по территории Поповпорожского сельского поселения Сегежского района Республики Карелии. Длина ручья — 12 км.
Ручей берёт начало из озера Сенного на высоте 118 над уровнем моря.
Течёт преимущественно в северо-западном направлении по заболоченной местности.
Ручей в общей сложности имеет три притока суммарной длиной 3,5 км. В нижнем течении протекает через озеро Чураламби.
Втекает на высоте ниже 98,3 м над уровнем моря в реку Сегежу, которая, в свою очередь, впадает в Выгозеро.
Населённые пункты на ручье отсутствуют. В верхнем течении пересекает железнодорожную линию Санкт-Петербург — Мурманск в границе станции Уросозеро.
Код объекта в государственном водном реестре — 02020001212202000006169.